# Royal Buckingham
Компанія Royal Buckingham об'єднує низку легендарних англійських брендів виробників посуду, столових приборів та кришталю. 
Сьогодні компанія об'єднує фабрику з виробництва кістяної порцеляни Caverswall, завод з виробництва столових приборів зі сталі та срібла Arthur Price та фабрику з виробництва столового кришталя Royal Scot Crystal. Всі ці бренди об'єднує їхнє прагнення до досконалості та поєднання традиційних технологій з сучасними матеріалами та дизайнерськими тенденціями. Компанія Royal Buckingham надає своїм клієнтам можливість ексклюзивного декорування товарів (нанесення гербів, монограм, власних візерунків), а також декорування чистим золотом. 
Протягом багатьох років компанія Royal Buckingham є офіційним постачальником посуду, столових приборів та кришталя до дворів Її Величності Королеви Англії та Його Високость Принца Уельського. Також клієнтами компанії є Роман Абрамович, Девід і Вікторія Бекхем, Том Круз, Елтон Джон та багато інших знаменитостей.